# Language poets
Die Language poets (oder L=A=N=G=U=A=G=E poets nach der Zeitschrift dieses Namens) sind eine US-amerikanische literarische Gruppe, die sich in den 1960er und 1970er Jahren formierte. 
Nach eigenem Verständnis betont die Language Poetry die Rolle des Lesers bei der Auffassung der Bedeutung eines Textes. Auf Form und Ausdrucksweise wird weniger Wert gelegt, und das Gedicht als Konstrukt in der Sprache und Konstruktion von Sprache angesehen. Die von den Language Poets entwickelte Poetik sah ihren Ausgangspunkt im angloamerikanischen Modernismus, insbesondere in der Repräsentation von Gertrude Stein, William Carlos Williams, und Louis Zukofsky. Die Language Poetry ist ein Beispiel der poetischen Postmoderne. Zu den unmittelbaren Vorläufern zählen die New York School (z. B. Frank O’Hara und John Ashbery), die Objectivist poets, die Black Mountain School (z. B. Robert Duncan), die Dichtung der Beat Generation und die San Francisco Renaissance. Im Selbstverständnis der Language Poets, die insbesondere mit Prosadichtung assoziiert wurden, soll die natürliche Präsenz des Autors hinter dem Text infrage gestellt und auf die materielle Form des Signifikanten hingewiesen werden. Seit den 1970ern bis heute ist die Language Poetry in der amerikanischen Literaturwissenschaft ein kontroverses Thema. Zu den bekannteren Language Poets gehören Bruce Andrews, Charles Bernstein, Lyn Hejinian, Susan Howe, Ron Silliman. Eine bekannte jüngere Dichterin ist Harryette Mullen.

## Anthologien
- Bruce Andrews und Charles Bernstein, Hrsg. The "L=A=N=G=U=A=G=E" Book. Carbondale: Southern Illinois University Press, 1984.
- Charles Bernstein, Hrsg. The Politics of Poetic Form: Poetry and Public Policy. New York: Roof, 1990.
- Douglas Messerli, Hrsg. Language Poetries. New York: New Directions, 1987.